# Bara (Henner)
Bara è un dipinto del pittore francese Jean-Jacques Henner, realizzato nel 1882. Oggi l'opera è conservata al Petit Palais, il museo di belle arti di Parigi.

## Storia
Il quadro rappresenta Joseph Bara, o Barra, un tamburino dell'esercito repubblicano di 14 anni che venne ucciso dai Vandeani a Jallais, il 7 dicembre 1793. Dopo che una lettera che descriveva questa morte e chiedeva una pensione per la madre di Barra venne inviata alla Convenzione dal suo capo Jean-Baptiste Desmarres, egli venne eletto a eroe e martire della rivoluzione francese soprattutto sotto l'influenza di Robespierre.
Nel 1882 circa, Jean-Jacques Henner, un pittore alsaziano stazionatosi a Parigi, molto prolifico, dipinse Bara su richiesta dello stato. In effetti, per radicare il regime repubblicano in Francia, la terza Repubblica si appropriò simbolicamente della cultura legata alla rivoluzione. La mobilitazione degli artisti avvenne essenzialmente attraverso l'impulso di Edmond Turquet, sottosegretario di stato per le belle arti. L'opera venne esposta al Salone del 1883.
Il dipinto venne acquistato dal museo di belle arti parigino dopo che il nipote del pittore, Jules Henner, era morto senza figli e aveva lasciato i suoi beni alla sorella Eugénie.

## Descrizione
In questo dipinto di dimensioni modeste, Henner rappresentò Bara morto, nudo, steso al suolo, con le braccia tese e una bacchetta in mano. Solo lui è illuminato, mentre il resto scompare in tonalità scure. È presente chiaramente un riferimento alla figura di Cristo sulla croce.
Al contrario del dipinto incompiuto di Jacques-Louis David intitolato La morte del giovane Barra, ogni ambiguità androgina viene evitata: infatti, il corpo dell'eroe è un cadavere spogliato della sua uniforme e abbandonato, anche se l'episodio storico non è rappresentato di per sé. Inoltre, la posizione del corpo è molto diversa da quella del quadro davidiano e richiama più quella nel quadro dipinto da Charles Moreau-Vauthier qualche anno prima, intitolato La morte di Joseph Bara, anche se in quest'ultimo Bara è vestito. 
In passato si riteneva che a posare per questo quadro fosse stata una ragazza, tale Gisèle d'Estoc, ma, secondo uno dei curatori del museo nazionale Jean-Jacques Henner di Parigi, i modelli sarebbero stati due ragazzi italiani.

## Accoglienza
Inizialmente, Henner aveva fatto degli schizzi dove Barra indossava la sua uniforme militare e vicino a lui si trovava il suo tamburino, ma in seguito cambiò idea a causa della sua passione per il nudo artistico. Nonostante ciò possa illustrare come la morte abbia letteralmente portato via tutto al fanciullino, tale scelta non venne apprezzata molto dalla critica dell'epoca quando l'opera venne esposta al Salone. Secondo il giornale satirico inglese Punch, dei critici avrebbero affermato che "se questo Bara fosse stato una ninfa o una Venere allora i vestiti non sarebbero stati un problema" e che il pubblico gli preferì la versione di Weertz, "un vero fanciullo eroico dalle vesti rosse e auree". Nel numero del 25 giugno 1883 del giornale Le Gaulois, il critico Fourcaud scrisse che "l'artista aveva dato questo titolo per puro capriccio a un semplice studio di nudo".